# 樂得
乐得（？—？），子姓，乐氏，名得，是春秋时期宋国的门尹。又称门尹得。
前469年十月初四，宋景公在空泽游玩途中死去，大尹用甲士劫持六卿，拥立启为国君。皇非我与乐茷、门尹得、灵不缓谋划：“百姓亲附我们，把他赶走吧！”戴氏、皇氏想要攻打启，乐得说：“不行，他因为欺凌国君有罪，我们要是出兵攻打，罪就更大了。”将大尹赶走，大尹侍奉宋公启逃亡楚国，于是立得为国君，司城做了上卿，乐氏、皇氏、灵氏盟誓三族共掌国政，绝不互相残害。